# オリバーソース
オリバーソース株式会社（Oliver Sauce Co.,Ltd.）は兵庫県神戸市中央区港島南町に本社を置く、ソースを中心とする食品メーカーである。

## 概要

### 創業と社名変更
1920年（大正9年）、大坂の老舗醤油醸造蔵 「浪速醸造」当主の次男・道満清が家と袂を分かち、神戸でイギリス産のウスターソースを発売。外国人居留地等を中心に輸入液体調味料の研究と委託販売を行う。この事業を継承して、1923年（大正12年）、道満が神戸で道満調味料研究所を創業させると共に、国産ウスターソースの製造・開発を開始した。その後、本家イギリス・ウスター市のOliver社とその日本代理人の廃業に伴い、商標権と意匠を引き継ぐ。
1966年（昭和41年）、社名をオリバーソースに変更する。

### 濃厚ウスターソースの展開
発売されているソースは同業他社のオタフクソースやイカリソースなどと比べて酸味が控えめで甘味が強いのが特徴である。そのため酸味より甘味を好む地域では前述の2社よりシェアが高い。
1948年（昭和23年）に従来のウスターソースを改良した世界初の濃厚ブラウンウスターソースである「オリバーとんかつソース」を発売しており、濃厚ソースの先駆者として知られている。
1968年（昭和43年）にはそれまでお好み焼きやたこ焼きなどの業務用のみで発売していた低酸性のソースである「お好み焼ソース」の保存性を向上させて他社に先駆けて家庭用お好み焼き専用ソースとして市販に踏み切り、お好み焼きソース市場では10%強のシェアで広島に本拠を置くオタフクソースに次ぐ2番手の地位にあるとされており、お好み焼き・焼きそばソース市場ではイカリソースやカゴメ、ブルドックソース、オタフクソース、コーミ等のウスターソース市場ではより規模の大きなメーカーを凌ぐ売上を上げている。
「とんかつソース」や「お好み焼ソース」などの濃厚ウスターソースの研究開発に注力している一環で、1993年（平成5年）から沈殿製法と呼ばれるウスターソースの伝統的な製法による芳醇なソースの製造に取り組み、ウスターソースの熟成期間中に底部に自然沈降した粘り気の多い沈殿物を商品化して同年3月から「どろソース」として製造・販売を始めた。
この「どろソース」は発売当初から順調に売り上げを伸ばし、さらに、地元神戸のB級グルメであるそばめしブームの影響でテレビ番組で採り上げられた直後の2000年（平成12年）12月には前月比60%増と急増するなどそばめしブームを活かして売上を年々拡大してこだわり商品の一つとしてスーパーなどのソース売場で販売されるようになり、オリバーソースを代表する商品として業務用・家庭用で販売されるようになった。
また、2006年（平成18年）にはこの沈殿製法で原液を3年間熟成させる製法で製造する新商品「オリバークライマックスヴィンテージ3年仕込みソース」を発売するなど、沈殿製法による濃厚ウスターソースに注力している。

### 阪神・淡路大震災の被災と移転
1995年（平成7年）の阪神・淡路大震災の際には近隣で火災により大きな被害が出ていたことから本社社屋が全焼したとの情報が流れ、創業の地・神戸市兵庫区にあった本社や工場7棟のうち3棟が実際に焼失して残った4棟も使用不能な状況となり、2ヶ月半後に操業再開に漕ぎ着けた。
しかし、その本社周辺が区画整理特別地域に指定されて復興のため立ち退きを余儀なくされたため、移転先として同市中央区のポートアイランドに第2期地区の企業分譲地の1画を選び、1996年（平成8年）3月25日に新本社・工場の建設に着工して1997年（平成9年）7月に同地区の進出第1号として本社工場を稼働することになった。
阪神・淡路大震災に伴う火災で震災で焼け残ったタンク内に高級ソース「クライマックス」のウスターソース原液が貯蔵されていて長期熟成で独特の味と香りになっていたことから、それをベースにブレンドした商品を震災後10年の記念として「オリバークライマックス十年仕込みソースセット」を商品化して発売し、2010年（平成22年）1月17日には第2弾として「15年仕込みクライマックスソース（ウスター・とんかつ）」を発売して、その収益はともに全額震災遺児施設に寄付を行っている 。

### 和風や中華風調味料の展開
2010年（平成22年）に食べるラー油「なんでもかけラー油100g」を期間限定販売したほか、ギョウザを味噌だれで食べる地元神戸の味覚に注目して2012年（平成24年）秋に「神戸餃子味噌たれ」を発売するなど、中華系の調味料の展開も行っている。
また、2013年（平成25年）2月20日には醤油風味のあっさりしたお好みソースとしてウスターソースと醤油の風味を併せ持つ「しょース」を発売し、照り焼きなどの和食にも合うソース作りにも取り組んでいる。

## 事業所
本社・工場・営業統括本部
兵庫県神戸市中央区港島南町3-2-2
神戸支店
兵庫県神戸市中央区港島南町3-2-3
大阪支店
大阪府大阪市西淀川区野里1-13-3
東京支店
東京都大田区大森北2-14-2

## 商品
- ウスターソース[21]
- どろソース[11]
- クライマックス・ヴィンテージ3年仕込み[10]
- とんかつソース[6]
- お好みソース[6]
- 焼きそばソース[22]

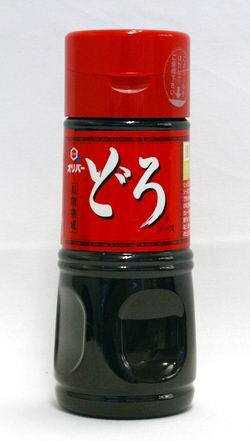
どろソース 360g

- プロ仕様シリーズ（ウスター・とんかつ・中濃・お好み・焼そば・たこ焼き）[21]
- やわらかだしソース和
- しょース[20]

## テレビCM
1976年から吉本新喜劇の人気俳優として知られる原哲男をキャラクターに起用したテレビCM活動を展開し、知名度を上げる。その後、1997年10月から桑名正博を起用したりしながら、2007年の東宝映画『どろろ』とどろソースをタイアップさせたテレビコマーシャルを放映、関西を中心に更なる知名度アップにつなげた。
また、アニメーションでナレーターが「オリバー!!オリバーだけや!!オリバーだけ!!どこ行ったらあるねん!!」と叫ぶものや、2002年にはお笑いコンビのシャンプーハットを起用したり、2008年には映画『ホームレス中学生』とのタイアップでお笑いコンビの麒麟が出演したコマーシャルが放映された。

## 関連会社
- めりけん工房株式会社 - 冷凍食品販売
- 有限会社オリバー商事 - オリバーソース仕入れ代行・不動産管理